# Terminal Sales Building
El Terminal Sales Building es un edificio histórico en la ciudad de Portland, en el estado de Oregón (Estados Unidos). Es una de las pocas piezas de arquitectura art déco prominente en Portland y el único ejemplo de gran altura. El diseño del edificio fue obra de Wilfred Frank Higgins, arquitecto de la oficina de Doyle. Si bien el art decó fue una anomalía para la empresa que generalmente producía obras de renacimiento clásico y Beaux Arts, esto se explica fácilmente por el hecho de que el propio Doyle tuvo poca participación en el proceso de diseño de este edificio. De hecho, el nombre y la firma de Higgins aparecen solos en la mayoría de los documentos y planos de construcción.
El edificio se completó en 1927; mide 47 metros de altura y tiene 13 pisos sobre el suelo. El Terminal Sales Building se incluyó en el Registro Nacional de Lugares Históricos el 17 de octubre de 1991.